# Baošići
Baošići je vesnice a přímořské letovisko v Černé Hoře. Je součástí opčiny města Herceg Novi, od něhož se nachází asi 10 km jihovýchodně. V roce 2003 zde žilo celkem 1 473 obyvatel.
Sousedními vesnicemi jsou Bijela a Đenovići.